# Liste der Municípios in Roraima
Die Liste der Municípios nden in Roraima verzeichnet alle 15 Gemeinden des brasilianischen Bundesstaates Roraima, die den Status eines município nach brasilianischem Kommunalrecht haben.
Erfasst sind die Ergebnisse der Volkszählung 2010 für Roraima, wie sie vom Instituto Brasileiro de Geografia e Estatística (IBGE) bekannt gegeben wurden. Neuere Schätzungen der Einwohnerzahlen wurden zum 1. Juli 2019 durch das IBGE veröffentlicht. Die nächste Volkszählung ist im 10-Jahresrhythmus für 2020 vorgesehen.

## Municípios
Die Einträge sind primär alphabetisch nach Ortsnamen sortiert, sie lassen sich auch nach Einwohnerzahl sortieren, dabei gibt Spalte 1 die jeweilige Rangfolge nach dem Zensus 2010 an. Weitere Sortierungen sind: Fläche, danach werden die seit 2017 geltenden geostatistischen Zuordnungen, als Região geográfica intermediária (mittelbar) und Região geográfica imediata (unmittelbar) bezeichnet, zusätzlich aufgeführt.
| Rang \| Karte | Rang \| Karte | Gemeinde                                      | Gemeinde- nummer | Zensus 2010 | Schätzung 1. Juli 2019 | Fläche km2 (2017) | Intermediar (ab 2017)  | Imediatar (ab 2017)    |
| ------------- | ------------- | --------------------------------------------- | ---------------- | ----------- | ---------------------- | ----------------- | ---------------------- | ---------------------- |
| 4             |               | Alto Alegre 2° 58′ 48″ N, 61° 17′ 31″ W       | 1400050          | 16.448      | 15.510 ▼               | 25.753,487        | Boa Vista              | Boa Vista              |
| 9             |               | Amajari 3° 39′ 7″ N, 61° 22′ 15″ W            | 1400027          | 9.327       | 12.796 ▲               | 28.472,310        | Boa Vista              | Pacaraima              |
| 1             |               | Boa Vista 2° 49′ 12″ N, 60° 40′ 19″ W         | 1400100          | 284.313     | 399.213 ▲              | 5.687,037         | Boa Vista              | Boa Vista              |
| 7             |               | Bonfim 3° 21′ 36″ N, 59° 49′ 58″ W            | 1400159          | 10.943      | 12.409 ▲               | 8.095,421         | Boa Vista              | Boa Vista              |
| 6             |               | Cantá 2° 36′ 36″ N, 60° 35′ 49″ W             | 1400175          | 13.902      | 18.335 ▲               | 7.664,831         | Boa Vista              | Boa Vista              |
| 3             |               | Caracaraí 1° 48′ 57″ N, 61° 7′ 40″ W          | 1400209          | 18.398      | 21.926 ▲               | 47.390,691        | Rorainópolis-Caracaraí | Caracaraí              |
| 13            |               | Caroebe 0° 53′ 2″ N, 59° 41′ 45″ W            | 1400233          | 8.114       | 10.169 ▲               | 12.065,771        | Rorainópolis-Caracaraí | Rorainópolis-Caracaraí |
| 11            |               | Iracema 2° 10′ 55″ N, 61° 2′ 27″ W            | 1400282          | 8.696       | 11.950 ▲               | 14.351,133        | Rorainópolis-Caracaraí | Caracaraí              |
| 5             |               | Mucajaí 2° 25′ 48″ N, 60° 54′ 0″ W            | 1400308          | 14.792      | 17.853 ▲               | 12.351,341        | Boa Vista              | Boa Vista              |
| 10            |               | Normandia 3° 52′ 51″ N, 59° 37′ 22″ W         | 1400407          | 8.940       | 11.290 ▲               | 6.966,811         | Boa Vista              | Pacaraima              |
| 8             |               | Pacaraima 4° 25′ 51″ N, 61° 8′ 45″ W          | 1400456          | 10.433      | 17.401 ▲               | 8.028,483         | Boa Vista              | Pacaraima              |
| 2             |               | Rorainópolis 0° 56′ 45″ N, 60° 25′ 4″ W       | 1400472          | 24.279      | 30.163 ▲               | 33.596,525        | Rorainópolis-Caracaraí | Rorainópolis-Caracaraí |
| 14            |               | São João da Baliza 0° 57′ 3″ N, 59° 54′ 39″ W | 1400506          | 6.769       | 8.201 ▲                | 4.284,502         | Rorainópolis-Caracaraí | Rorainópolis-Caracaraí |
| 15            |               | São Luíz 1° 0′ 57″ N, 60° 2′ 31″ W            | 1400605          | 6.750       | 7.986 ▲                | 1.526,898         | Rorainópolis-Caracaraí | Rorainópolis-Caracaraí |
| 12            |               | Uiramutã 4° 35′ 45″ N, 60° 10′ 4″ W           | 1400704          | 8.375       | 10.559 ▲               | 8.028,483         | Boa Vista              | Pacaraima              |

## Bilder

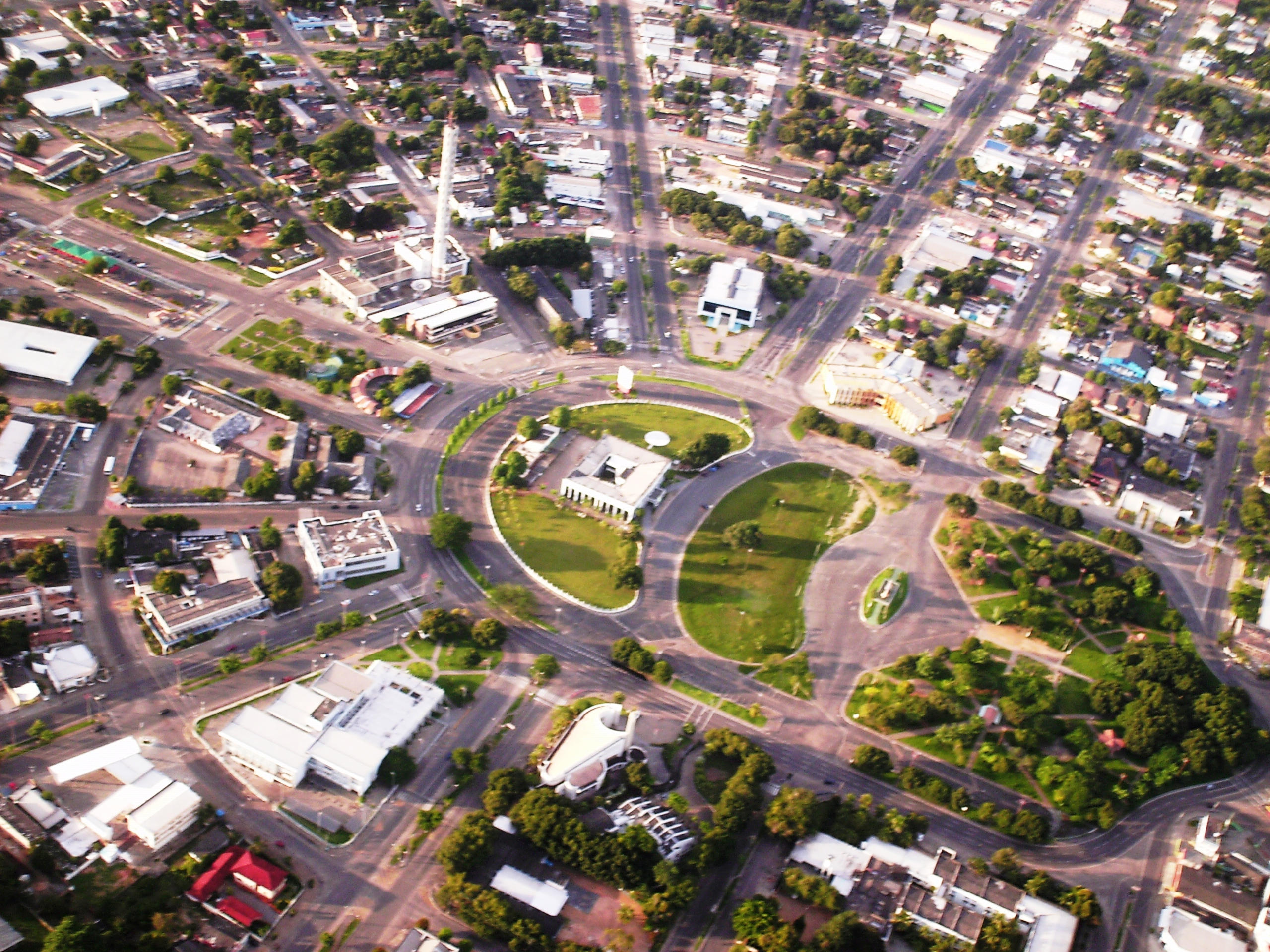
Zentrum Boa Vista
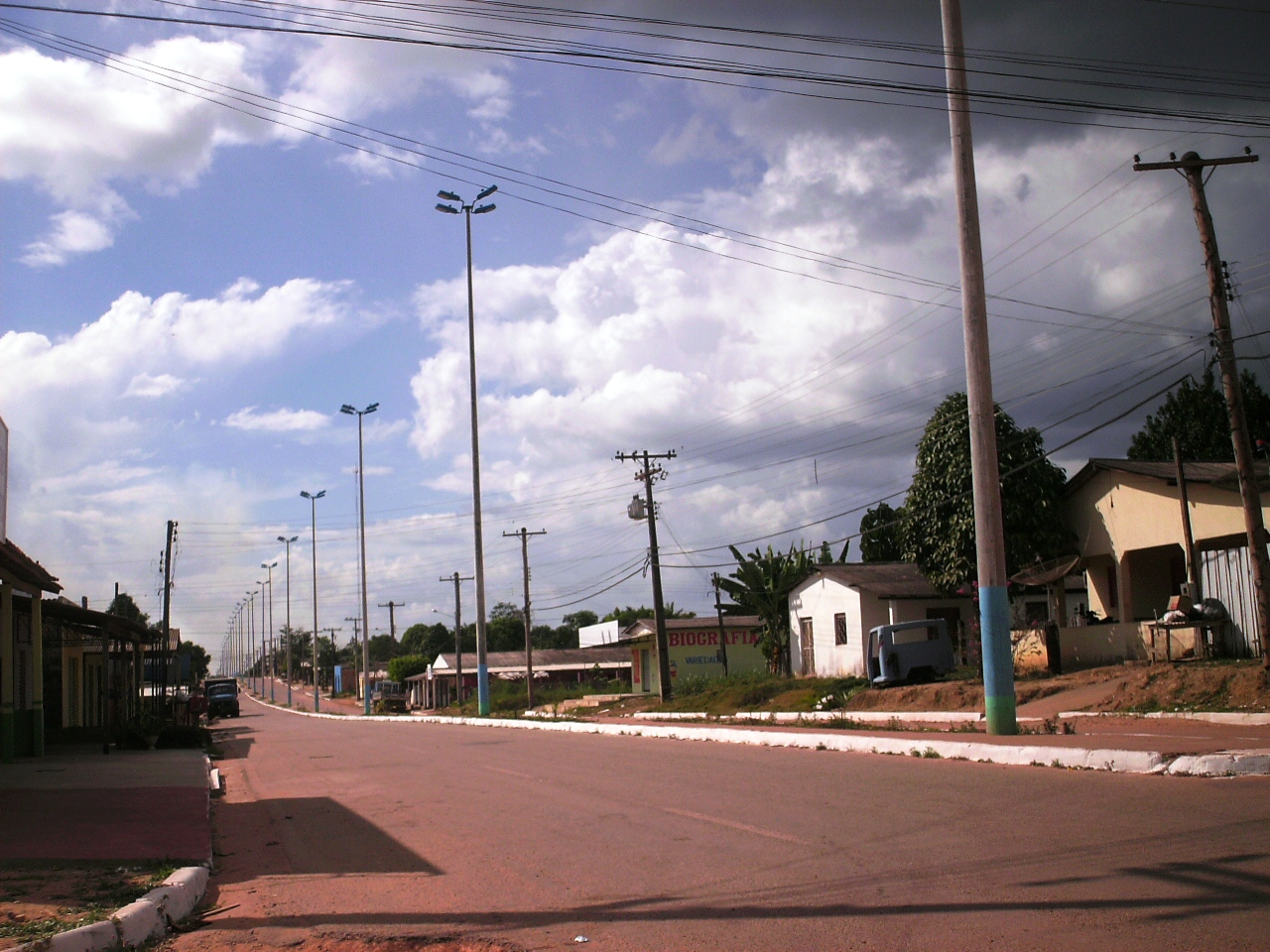
Avenida Ayrton Senna in Rorainópolis
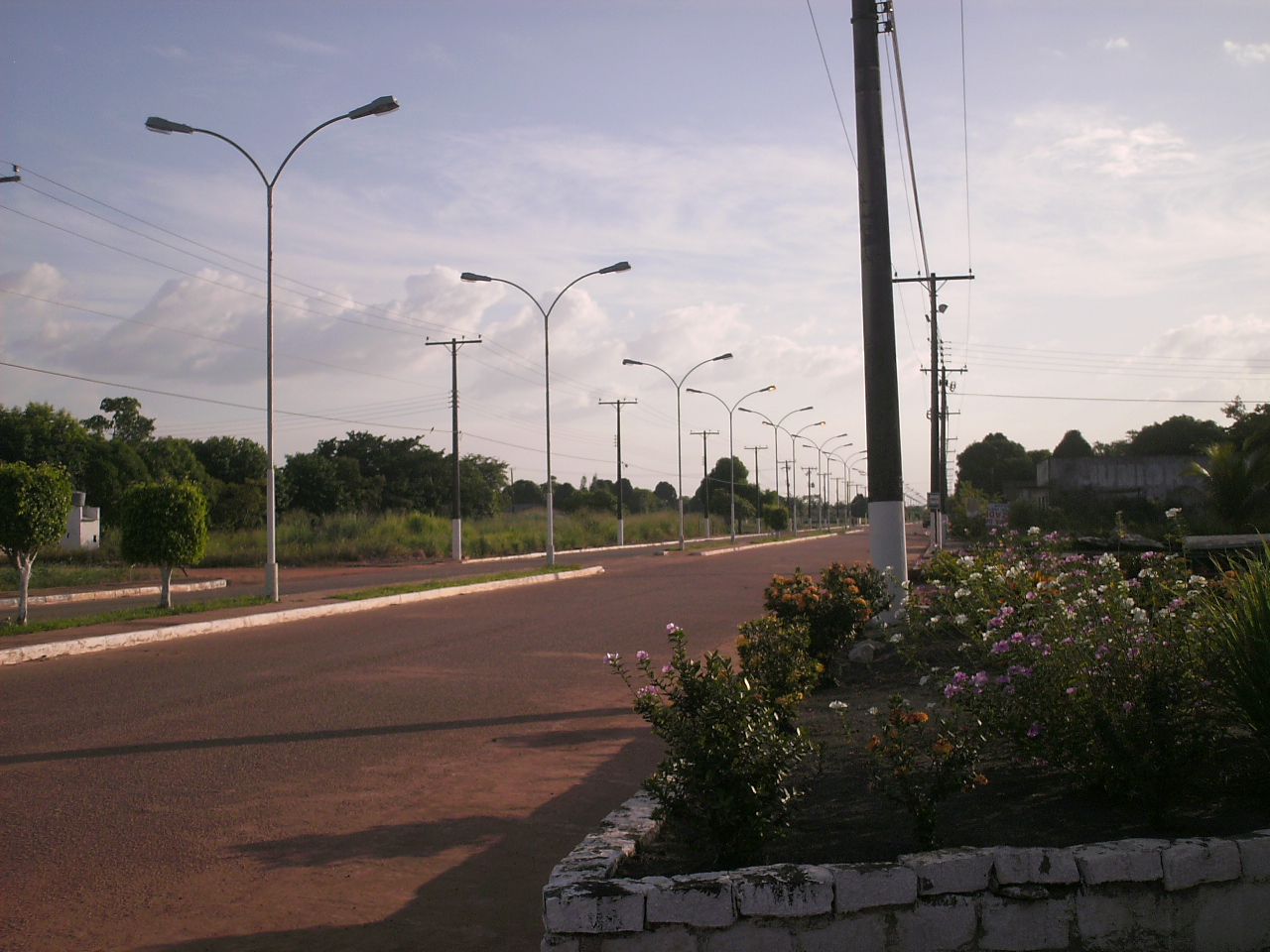
Caracaraí